# Elias Whitmore
Elias Whitmore (* 2. März 1772 in Pembroke, New Hampshire Colony; † 26. Dezember 1853 in Windsor, New York) war ein US-amerikanischer Politiker. Zwischen 1825 und 1827 vertrat er den Bundesstaat New York im US-Repräsentantenhaus.

## Werdegang
Elias Whitmore wurde ungefähr drei Jahre vor dem Ausbruch des Unabhängigkeitskrieges im Merrimack County geboren – damals noch Teil vom Hillsborough County. Er schloss seine Vorstudien ab. Dann zog er nach New York und ließ sich in Windsor nieder. Er ging kaufmännischen Geschäften nach.
Als Folge einer Zersplitterung der Demokratisch-Republikanischen Partei vor und während der Präsidentschaft von John Quincy Adams (1825–1829) schloss er sich der National Republican Party an. Bei den Kongresswahlen des Jahres 1824 für den 19. Kongress wurde Whitmore im 21. Wahlbezirk von New York in das US-Repräsentantenhaus in Washington, D.C. gewählt, wo er am 4. März 1825 die Nachfolge von Lot Clark antrat. Er schied nach dem 3. März 1827 aus dem Kongress aus.
Nach seiner Kongresszeit widmete er sich in Windsor wieder seinen früheren Geschäftstätigkeiten, denen er bis zu seinem Tod nachging. Er starb dort am 26. Dezember 1853 und wurde auf dem Dorffriedhof beigesetzt.